# پیام اخلاقی

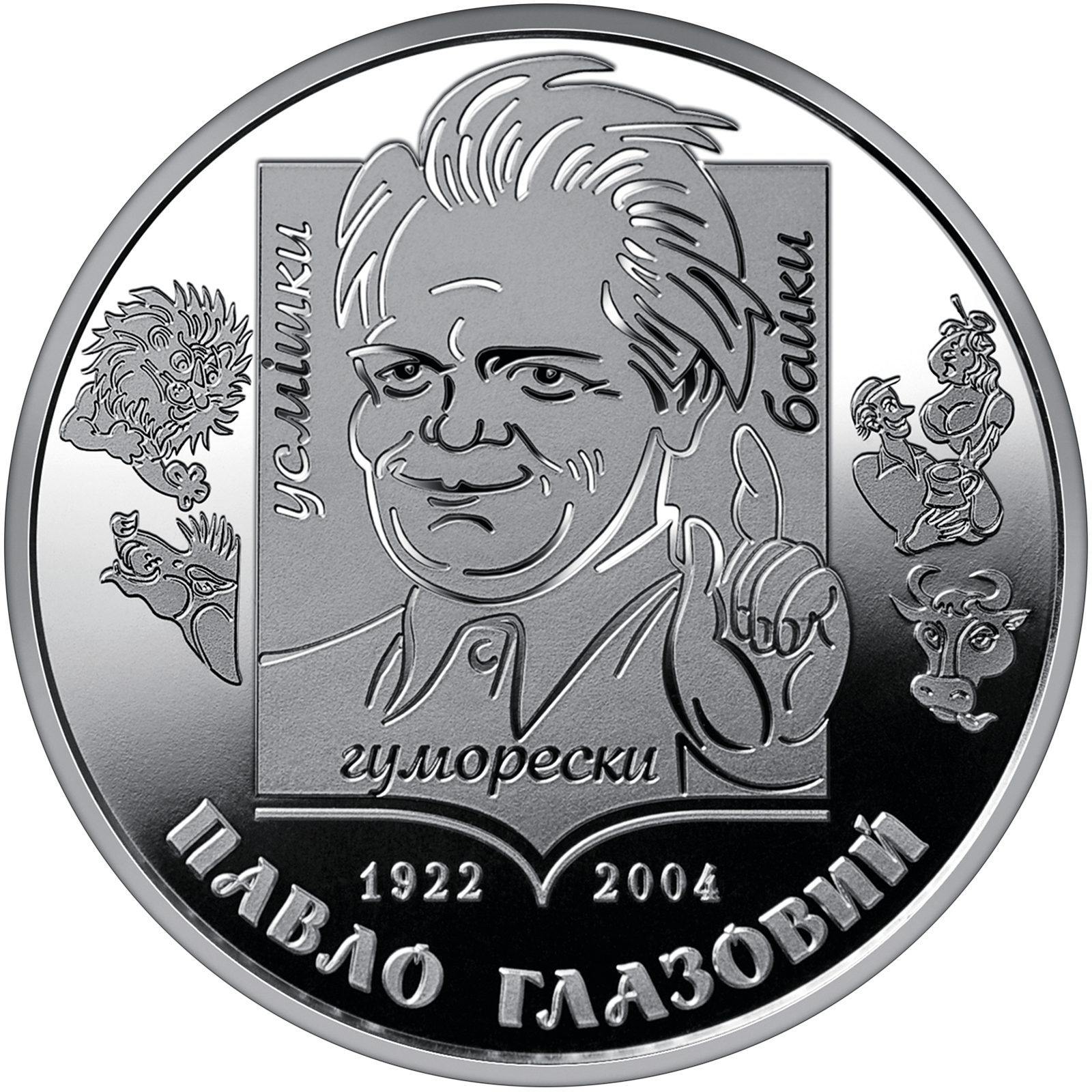
پاولو گلازویی

پیام اخلاقی یا نتیجه‌گیری اخلاقی (به انگلیسی: Moral) (از واژهٔ لاتین morālis)، پیامی است که منتقل می‌شود یا درسی است که باید از یک داستان یا رویداد آموخت. پیام اخلاقی ممکن است به شنونده، خواننده یا بیننده واگذار شود تا خودشان تعیین کنند، یا ممکن است صریحاً در یک کلام گنجانده شود. پیام اخلاقی، درسی است که در داستان یا زندگی واقعی وجود دارد.